# Miliusa prolifica
Miliusa prolifica (Chun & F.C. How) P.T. Li – gatunek rośliny z rodziny flaszowcowatych (Annonaceae Juss.). Występuje naturalnie w południowych Chinach – na wyspie Hajnan. 

## Morfologia
PokrójZimozielone drzewo dorastające do 15 m wysokości. Gałęzie są owłosione.
LiścieMają kształt od eliptycznego do podłużnego. Mierzą 4–13 cm długości oraz 2–4 cm szerokości. Są mniej lub bardziej owłosione od spodu. Nasada liścia jest zaokrąglona. Blaszka liściowa jest o ostrym lub spiczastym wierzchołku. Ogonek liściowy jest owłosiony i dorasta do 2 mm długości.
KwiatySą pojedyncze lub zebrane po 2–3 w pęczki, rozwijają się w kątach pędów. Działki kielicha mają trójkątny kształt i dorastają do 3 mm długości. Płatki mają ciemnoczerwoną barwę, zewnętrzne są lancetowate i osiągają do 7 mm długości, natomiast wewnętrzne mają owalnie lancetowaty kształt i mierzą 2–3 mm. Kwiaty mają owłosione owocolistki.
OwocePojedyncze mają kulisty kształt, zebrane w owoc zbiorowy. Są owłosione, osadzone na szypułkach. Osiągają 10–20 mm średnicy. Są żółtozielonkawego koloru, później przebarwiając się na ciemnoczerwono.

## Biologia i ekologia
Rośnie w gęstych lasach. Występuje na wysokości do 500 m n.p.m. Kwitnie od marca do czerwca, natomiast owoce dojrzewają od lipca do sierpnia.